# Yurreta
Yurreta (oficialmente en euskera: Iurreta) es una localidad y municipio de la provincia de Vizcaya  en el País Vasco en  España, perteneciente a la comarca del Duranguesado. Tiene una población de 3662 habitantes según los datos del INE correspondientes a 2019. La extensión del municipio es de 18,84 km² con una densidad de población de 202 hab./km². Tiene la figura de organización política de anteiglesia.

## Toponimia
Existen varias hipótesis de la procedencia del topónimo Yurreta, en euskera Iurreta y todas ellas basadas en la característica de la lengua vasca de ser una lengua descriptiva. En el siglo XVIII Iturriza lo vincula con la contracción de las palabras vascas hiru o iru que significa en castellano 'tres' y erreka que en castellano es 'río' significando 'tres ríos' y haciendo referencia a los ríos Salbai, Ibaizabal y Mañaria, que confluyen en el punto donde se ubica el casco urbano. Otra hipótesis similar es la de fijar la procedencia por los términos iru ('tres'), ur ('agua') y la terminación eta que quiere decir 'sitio donde hay', es decir, 'sitio donde hay tres ríos'. También se ha expuesto la hipótesis de que sean los términos iru ('tres'), errota ('molino') y la terminación eta, que significaría 'sitio de los tres molinos'.
Teorías más recientes apuntan por el origen en la abundancia en la zona de yezgo (Sambucus ebulus), que en lengua vasca se dice iurre, a la cual se le añadiría la termación eta en significado de abundancia.

## Geografía
Situada en el centro del territorio histórico de Vizcaya y la parte más oriental de la comarca del Duranguesado, en el valle del río Ibaizábal. El municipio se encuentra en una altitud de 113 metros. En sus tierras se fundó la villa de Durango, a la que estuvo unida desde 1926 a 1990, y el actual núcleo urbano está unido con el de la villa. Bilbao, la capital de la provincia, queda a 31 km. Vitoria está a 45 km y San Sebastián a 69 km.
Yurreta limita con los siguientes municipios: al norte con el barrio Ibárruri de Múgica; al sur con Durango; al este con Garay y Abadiano y al oeste con Amorebieta-Echano. 
| Noroeste: Amorebieta-Echano y Múgica  | Norte: Múgica | Nordeste: Bérriz  |
| Oeste: Amorebieta-Echano              |               | Este: Garay       |
| Suroeste: Amorebieta-Echano y Durango | Sur: Durango  | Sureste: Abadiano |

### Comunicaciones
La ubicación de la anteiglesia en el centro del Duranguesado, en pleno valle del Ibaizabal, ha provocado que el municipio tenga unas comunicaciones privilegiadas. Históricamente ha sido paso de la vía que unía la meseta castellana con la costa cantábrica, así como la ruta que unía Vizcaya con Guipúzcoa.
Las comunicaciones están centradas en la carretera nacional N-634 que recorre el municipio de este a oeste entre los pK 81 y 84 al igual que la Autopista del Cantábrico, la AP-8, ambas rutas recorren todo el norte de la península ibérica. Junto a estas hay otras carreteras de rango menor, como las carreteras BI-6213, Durango–Beasáin (Guipúzcoa), la BI-6211 que va a Vitoria y el conocido camino de la costa, la carretera BI-3332, la une a la costa vizcaína, así como las carreteras locales que comunican con Garay, Múgica y Durango. 
La línea de ferrocarril de vía estrecha de Euskotren tiene parada en la vecina Durango, uniéndola con la capitales de Guipúzcoa, San Sebastián, y de Vizcaya, Bilbao. El TVA pasará por sus tierras pero no tendrá estación alguna en el municipio.

## Historia

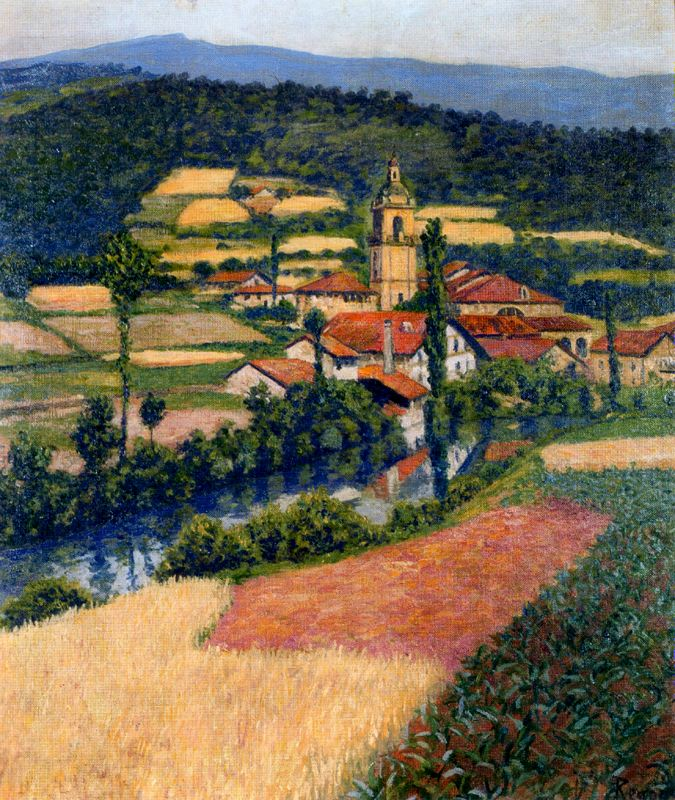
Yurreta a comienzos del en una pintura de Darío de Regoyos

Como en todas la anteiglesias, sus orígenes se pierden en el tiempo y se confunden con los de la Tierra Llana de Vizcaya. Se tienen noticias de la batalla que se libró el 16 de abril de 890 en tierras de Orobio entre sarracenos capitaneados por Uliamet, venidos de Navarra, y cristianos al mando de Fortún Iñiguez de Ibarguen de Urarte, Lope Martínez de Burgoa y Lope Pérez de Undajauregui.
Algunos historiadores sitúan en el año 899 la construcción de la casa torre de Yurreta por parte de Pascual de Yurreta; en torno a esta casa torre se conformaría la anteiglesia. La primera referencia escrita que se conserva es la donación del rey Sancho Garcés IV de Pamplona, el de Peñalén, y su mujer hacen el 26 de agosto de 1072 del monasterio de San Martín de Yurreta al monasterio de San Millán de la Cogolla en La Rioja. También se cita en el año 1075 por motivo de un pleito entre los monasterios de San Millán y el de Abadiño por las rentas de la iglesia de Arandia de Yurreta.
Yurreta formó parte de la Merindad de Durango. Tenía el asiento y voto número 5 en las Juntas de Guerediaga. La organización de la anteiglesia se realiza mediante las «cofradías» que se van uniendo entre sí, de una forma más o menos voluntaria, entre los siglos XI y XIII hasta formar la anteiglesia.
En el siglo XV surge la figura del caserío, que sustituye a las precarias construcciones medievales y conforma los núcleos de los diferentes barrios. En el caso de Yurreta, destaca la construcción de elementos externos, como hórreos y armagas.
La guerra de Bandos dejó episodios en las tierras de Yurreta, como la quema de la torre de Arandia en 1442 por Gómez González de Butrón tras el fracasado ataque a la de Muntsaratz.
La actividad ferrona destacó durante mucho tiempo en el municipio y en especial durante el siglo XVIII, cuando comenzaría un cambio de paradigma productivo, cerrando algunas ferrerías o transformándose en molinos, primero, y luego en centrales hidroeléctricas ya a finales del siglo XIX y principios del XX. En 1864 el historiador Juan Bautista Eustaquio Delmas señala que había seis herrerías y que Yurreta era una de las poblaciones más fabriles de Vizcaya.
En la Guerra de la Independencia se ve afectada en las batallas contra los franceses, en especial las zonas de Orobio y Bakixa. Las carlistadas no afectaron directamente al municipio en hecho de armas, pero sí tuvieron repercusión económica y afectaron a la vida de sus habitantes. 
En 1926 se anexiona a la vecina villa de Durango, que había sido creada en sus tierras en 1372, anexión que se mantuvo hasta 1990.
En la guerra civil permaneció bajo el gobierno de la república hasta el 28 de abril de 1937, cuando las tropas franquistas del general Emilio Mola tomaron la población.
A mediados del siglo XX comienza una fuerte industrialización de Yurreta aprovechando las óptimas condiciones de su orografía y situación geográfica. Se instalan grandes empresas, como Celulosas del Nervión en 1951, Fundiciones Irubaserri en 1961 o Fundiciones Amboto en 1962. 

### La anexión con Durango

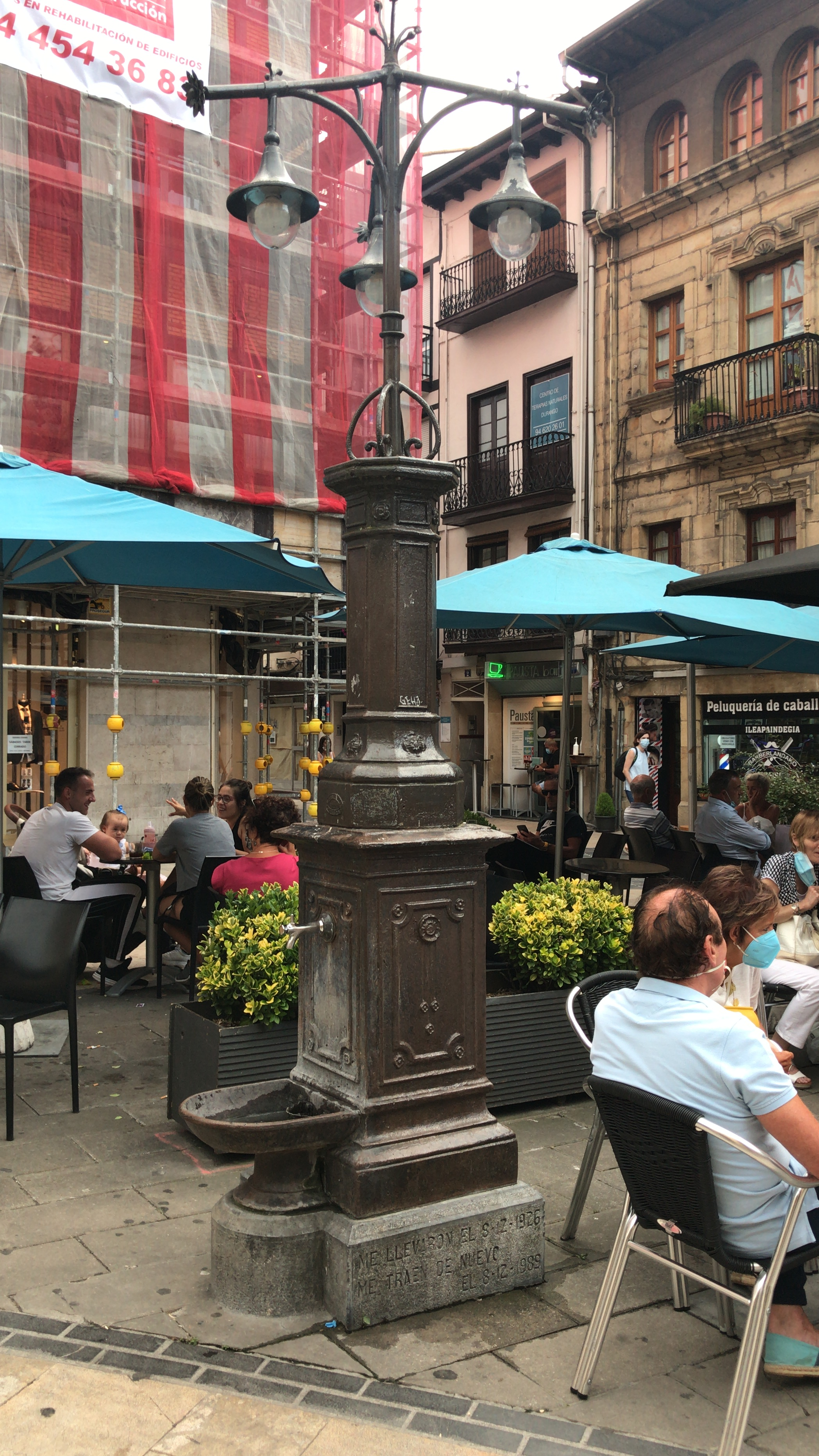
Fuente de Santa María, objeto simbólico de la anexión, en su base figura la leyenda «Me llevaron el 8-12-1926 y me traen de nuevo el 8-12-1989»

El 12 de noviembre de 1926, durante la dictadura de Miguel Primo de Rivera, se anexiona a la Villa de Durango. Esta anexión fue muy impopular y duramente rechazada por el pueblo, tal y como consta documentalmente, que siempre que pudo pidió la desanexión (en el periodo republicano se solicitó sin éxito el estatus de entidad local menor), la cual se produjo el 1 de enero de 1990. 
La razones de la anexión hay que buscarlas en la escasa extensión territorial de la villa de Durango (que se fundó en terrenos de la anteiglesia) y el crecimiento de la misma. Los alcaldes de Durango y Yurreta, Celestino de los Ríos y Justo de Uribarrena, respectivamente, acordaron con motivo de la anexión instalar una fuente en terrenos de Landako, que pertenecían a Yurreta, para abastecer de agua a las viviendas que se estaban construyendo en la zona, y finalizar las obras de la carretera a Goiuria. La cultura popular cuenta que la anexión se produjo por otras causas: el alcalde de Yurreta vio la fuente que al lado de la iglesia de Santa María tenían los de Durango. A él le quedaba lejos la fuente para coger agua y le propuso al alcalde de Durango que, si ponía esa fuente en la plaza de la iglesia de Yurreta, se anexionaba ésta a Durango. Los de Durango colocaron la fuente en la plaza de Yurreta y anexionaron el pueblo. Cuando en 1990 se desanexionó la anteiglesia, los de Durango reclamaron su fuente y esta volvió a su lugar original el 8 de diciembre de 1989. Actualmente puede verse la fuente junto a la iglesia de Santa María de Durango (hoy reconvertida en basílica) con una inscripción en su base que dice, en euskera y castellano: «Me llevaron el 8-12-1926 y me traen de nuevo el 8-12-1989».
Yurreta se desanexionó de Durango oficialmente el 1 de enero de 1990, y el proceso de desanexión duró dos años.

## Hidrografía
Yurreta está plenamente establecida en el valle del río Ibaizábal, que sirve para delimitar el municipio con la vecina villa de Durango. Los afluentes del Ibaizábal forman valles donde se establecen pequeños núcleos rurales. Son destacables los ríos Oromiño y Zalday.
La situación junto al Ibaizábal ha hecho que se produzcan inundaciones relevantes, como la del 8 de septiembre de 1651, la de mayo de 1801 o la de agosto de 1983 entre otras.

## Orografía
El territorio del municipio de Yurreta presenta dos espacios diferenciados, por un lado el valle del Ibaizábal, donde se asientan los núcleos de urbanos más relevantes y por otro una zona más agreste que corresponde a las laderas de los montes que conforman el valle, montes como el Mugarra, Oiz o Gallanda.
Entre los gigantescos bloques calizos que conforman la sierra del Anboto y la sierra de Aramotz, por el sur y el verde e imponente Oiz por el norte se abre el valle del Ibaizábal en donde se asienta la anteiglesia. Este valle está jalonado de multitud de pequeñas cimas cubiertas de bosque autóctono o plantaciones de pino insignis de explotaciones forestales.
La máxima altitud del municipio es el monte Gallanda con 527 metros sobre el nivel del mar al cual acompañan, todos ellos dentro del macizo del Oiz, Axmokil-txiki con 380 metros , Akarmendi con 358 metros Iruatxeta con 394 metros y Azkorra con 358 metros.. La altitud oscila entre los 527 metros (Gallanda) y los 100 metros a orillas del río Ibaizábal. El pueblo se alza a 111 metros sobre el nivel del mar. 

## Composición
El municipio de Yurreta conserva aún la división tradicional por cofradías, que era común en las anteiglesias de Vizcaya. Las cofradías de Yurreta son seis: Yurreta, Orozqueta, Goyuría, Oromiño, Santa Maña y San Fausto.
La organización territorial y política de la anteiglesia se realiza mediante la figura de la «cofradía» que conforma los barrios. Cada cofradía mantenía, y mantiene, un núcleo habitacional, una iglesia, normalmente una ermita, y un cementerio. Tiene una representación política y entiende de la elección de cargos, impuestos, explotación de montes comunes, etc. La cofradía más fuerte es la que da nombre a la anteiglesia y asume su capitalidad. Las cofradías perdieron presencia debido a los cambios legislativos realizados en los siglos XVIII y XIX. En Yurreta se habilitaron en 1858 con responsabilidades administrativas.

## Demografía
Yurreta cuenta con una población de 3873 habitantes (INE 2024).
| Gráfica de evolución demográfica de Yurreta entre 1842 y 2021 |
| |
| Población de derecho según los censos de población del INE Población de hecho según los censos de población del INEEntre el censo de 1930 y el anterior, este municipio desaparece porque se integra en el municipio 48027 (Durango) Entre el censo de 1991 y el anterior, aparece este municipio porque se segrega del municipio 48027 (Durango) |

## Economía
La economía de Yurreta está basada en el sector industrial. Las grandes cantidades de terreno que posee el municipio, muy adecuado para la ubicación de fábricas, unido a que se encuentra bien comunicada han sido determinantes para que multitud de empresas hayan elegido a la anteiglesia para establecer sus instalaciones.
El sector primario
Es importante en las cofradías rurales, está centrado en la agricultura y ganadería, que se realiza en pequeñas explotaciones típicas, en los caseríos, baserris, y se comercializa en los mercados de la comarca. Es importante la actividad forestal con explotaciones madereras de pino insignis. También hay alguna pequeña explotación minera (cantera) residual.
El sector secundario
Está muy desarrollado, hay industrias de trasformados metálicos de todo tipo: fundición, ferretería, máquina herramienta, estampación, etc.. vinculadas mayoritariamente al sector de automoción, así como una importante fábrica papelera.
El sector servicios
Es casi inexistente, está íntimamente ligado al de Durango. En cuanto a la restauración, hay algún establecimiento relevante que goza de cierto renombre. En Yurreta tienen base varios servicios públicos importantes, como los bomberos, la brigada móvil de la Ertzaintza o el centro de gestión de la AP-8 en el tramo vizcaíno.

## Símbolos
Se conserva una bandera que se realizó en 1911. Esta bandera tiene el escudo de la anteiglesia bordado en el centro que ha sido quitado y repuesto varias veces. En la década de los 50 del siglo XX Blanca de Alzola, marquesa de Yurreta, mandó confeccionar una nueva bandera para el grupo de danzas local, pero esta nueva bandera no fue fiel con la original. En 1977 se hizo, por encargo de las cofradías, una nueva bandera fiel a la de 1911. En 1995 se hizo una nueva bandera, esta vez por encargo municipal, en la que figura el año 1990, año de la desanexión de Durango.
La bandera está conformada por una bordura granate que enmarca otra compuesta de cuadrados amarillos, granates y beiges; dentro de la misma hay un gran cuadrado amarillo con un octógono granate que circunscribe una estrella de 8 puntas, de colores blanco y rosa alternativamente, y en el centro un círculo blanco en el que figura, por un lado, el escudo de Yurreta y por el año 1990 rodeados de motivos vegetales.

## Administración y política
Tras la desanexión de Durango en 1990 en las diferentes elecciones municipales que se han celebrado se ha dado un resultado similar donde se destaca una mayoría de votos de índole nacionalista, siendo el Partido Nacionalista Vasco en que ha mantenido la alcaldía desde entonces.
| Periodo   | Nombre                           | Partido | Partido                                                      |
| --------- | -------------------------------- | ------- | ------------------------------------------------------------ |
| 1991-2007 | Jose Martin Etxebarria Maguregi  |         | Euzko Alderdi Jeltzalea-Partido Nacionalista Vasco (EAJ-PNV) |
| 2007-2023 | Iñaki Totorikaguena Sarrionandia |         | Euzko Alderdi Jeltzalea-Partido Nacionalista Vasco (EAJ-PNV) |
| 2023-act. | Oskar Koka Lorente               |         | Euzko Alderdi Jeltzalea-Partido Nacionalista Vasco (EAJ-PNV) |

La casa consistorial está ubicada en el palacio Goikola, alberga el salón de plenos, la alcaldía, la secretaría y los departamentos de Intervención y Urbanismo.
Las oficinas municipales están situadas en unos locales en el núcleo urbano albergan los servicios de Registro e información, Recaudación, policía municipal y el Juzgado de Paz. Así mismo, desde enero de 2016 también alberga los servicios sociales de base. 
| Partido político                                              | 2019  | 2019  | 2019       | 2015  | 2015  | 2015       | 2011  | 2011  | 2011       |
| Partido político                                              | Votos | %     | Concejales | Votos | %     | Concejales | Votos | %     | Concejales |
| Euzko Alderdi Jeltzalea-Partido Nacionalista Vasco (EAJ-PNV)  | 898   | 47,11 | 6          | 825   | 43,47 | 6          | 691   | 35,45 | 4          |
| Euskal Herria Bildu (EH Bildu)-Bildu                          | 549   | 28,80 | 4          | 660   | 34,77 | 4          | 639   | 32,79 | 4          |
| Partido Socialista de Euskadi-Euskadiko Ezkerra (PSE-EE PSOE) | 239   | 12,54 | 1          | 258   | 13,59 | 1          | 337   | 17,29 | 2          |
| Partido Popular del País Vasco (PP)                           | 85    | 4,46  | 0          | 128   | 6,74  | 0          | 186   | 9,54  | 1          |

La corporación surgida de las elecciones de mayo de 2015 es la siguiente:
- Iñaki Totorikaguena Sarrionandia (EAJ/PNV). Alcalde
- Oskar Koka Lorente (EAJ/PNV)
- Itxaso Garamendi Eguren (EAJ/PNV)
- Julián Gorospe Artabe (EAJ/PNV)
- Ainhoa Albizuri Bernaola (EAJ/PNV)
- Amatza Abasolo Txabarri (BILDU)
- Liher Aiartzaguena Brabo (BILDU)
- Eskarne Jaio Magunazelaia (BILDU)
- Xabier Rodríguez Larrinaga (BILDU)
- Mª Ángeles Muñoz Llamas (PSOE)

## Servicios
Cementerio municipal
Construido en el siglo XIX, se han realizado en él dos ampliaciones, una en 1996 y la última de ellas en el año 2009 y que estuvo entre los finalistas de I Concurso de cementerios organizado por la revista Adiós. El cementerio se encuentra claramente diferenciado entre lo que fue el antiguo recinto y sus ampliaciones. Dicha diferenciación se encuentra plasmada tanto en los materiales utilizados en su construcción como en el sistema de enterramiento utilizado.
Hogar de las personas mayores
Cuenta con una cafetería y diversas instalaciones destinadas a las personas mayores. Es la sede de Ama Nagusien Elkartea. 
Frontón Olaburu
Frontón cubierto construido en el año 1985 y gestionado por el club de pelota vasca Olaburu Pilota Elkartea. Cuenta con un bolatoki, sitio para el juego de bolos, y un probaleku, sitio para realizar pruebas de arrastre de piedra.
Campo de fútbol de Larrakozelaia
Esta instalación deportiva es utilizada principalmente por el club de fútbol local Iurretako Kirol Taldea. Su construcción data del año 1984, aunque posteriormente en 1997 fueron ampliados los vestuarios y se cubrió la grada. En 2004 se procedió a instalar césped artificial.
Ibarretxe Kultur Etxea
Es la principal instalación cultural del municipio creada en 1998, ir consta de un salón de actos y diversas salas multifuncionales. En él está ubicada la biblioteca municipal y el servicio de formación informática KZgune.
Goiuria Kultur Gunea
Es una instalación de locales municipales para uso de las asociaciones que tienen sede en Yurreta. Entró en funcionamiento en el año 2007.
Iturburuko Ortuak
El proyecto de huertas ecológicas localizado en el barrio Iturburu se inició en 2010, habilitándose 40 parcelas que fueron ocupadas en su totalidad por usuarios que ocupan para consumo propio y siempre utilizando técnicas ecológicas.

## Cultura

### Patrimonio

#### Casa consistorial
La propia denominación de anteiglesia ya señala que originalmente la corporación municipal, o el organismo que en su tiempo realizaba dichas labores, se reunía en el exterior de la iglesia del pueblo después de los actos religiosos para realizar la discusión y la toma de decisiones. En Yurreta estas reuniones se celebraban en el pórtico de la iglesia, que servía de cementerio (todavía se pueden apreciar algunas losas marcadas como lápidas), lo cual se expresaba en la propia acta de la reunión con la frase inicial «reunidos en el cementerio de la Iglesia de San Miguel de Yurreta...».
La casa del concejo se ubicó en una sala de la torre de la iglesia de San Miguel y en 1748 empiezan las obras de construcción de la casa consistorial, que se inauguró el 1752 y perduró hasta 1969 o 1972, reconvertida en escuela desde 1886.
En 1886 se intercambia la ubicación del ayuntamiento por la de la escuela, que estaba situada desde su fundación en el segundo piso de la llamada Taberna de Montón, quedando allí las instalaciones municipales hasta la anexión con Durango en 1926.
En 1987 se crea la Gestora de desanexión de Yurreta y ésta comienza a reunirse en diferentes lugares hasta que el ayuntamiento de Durango le cede un local para su sede. El 13 de noviembre de 1989, las Juntas Generales de Vizcaya aprueban la desanexión y el 1 de enero de 1990 Yurreta vuelve a ser un municipio independiente. La sede municipal sigue ubicada en el local de la gestora y se encarga al arquitecto Carlos San Miguel Alberdi un proyecto de rehabilitación del palacio Goikola para su adaptación a casa consistorial. La nueva casa consistorial se inaugura el 30 de enero de 1993, aunque los trabajadores municipales estaban trabajando en ella desde el 19 de octubre de 1992.

#### La escuela
El indiano de Yurreta Juan de Orobiogoitia Aguirre, original del caserío de Orobiogoitia de la cofradía de Orobio, que emigró a Lima (Perú), donde realizó diferentes labores entre ellas el de consejero del Tribunal del Consulado de Lima, falleció el 9 de septiembre de 1794, dejando en su testamento una cantidad de dinero, 4000 pesos, y orden para que el mismo se empleara en la fundación de una escuela «de primeras letras» a la que debían acudir todos los niños y niñas de la localidad. Esta escuela debía estar bajo la advocación de San Juan de Nepomuceno. El testamento detallaba que un 3 % de la cantidad legada debía ser invertida de forma segura («en finca o fincas valiosas de la mejor seguridad») para que con sus réditos se pudiera pagar al maestro encargado de la escuela.
El 29 de diciembre del año 1801 se reúnen Pedro Uribe de Salazar, párroco de Yurreta, y el alcalde Pedro Domingo de Orozqueta con el propósito de fundar la escuela; junto a ellos estaban el escribano Joseph de Ercil Uruti y los señores Gastañaza Gogeascoa, Joseph Ignacio y Manuel María de Iturriaga, que actuaron como testigos.

«otorgan que erigen, establecen, fundan y constituyen desde a hora para siempre jamás una Escuela de primeras letras con la advocación de San Juan Nepomuceno para esta dha Anteiglesia sus vecinos y moradores bajo las condiciones siguientes [...]»

Las condiciones establecían que el maestro debía de ser examinado y aprobado con título «Real de los Señores del Real y Supremo Consejo de Castilla» y dominar las lenguas castellana y vasca. La casa del maestro debía estar cerca del edificio de la escuela (esta casa sería costeada con parte del dinero legado junto con otra parte proveniente del propio ayuntamiento), la educación sería para todos los niños y niñas de la población, no pudiendo ser discriminado ninguno de ellos, establecía la jornada laboral del maestro detallando el horario e incluso especificaba qué días se daría «doctrina cristiana», así como las vacaciones, que sería el maestro quien daría material (tinta y papel) a los estudiantes sin que buscara lucro en ello, los que llevaban el apellido de Orobiogoitia no debían pagar nada por ello, debía buscar sustituto para sus ausencias, en la escuela debía haber una imagen de san Juan de Nepomuceno, el sueldo del maestro eran los réditos del 3 % invertido una vez descontados los gastos de tinta y papel de los estudiantes de apellido Orobiogoitia.
El curso comenzó en 1802 bajo la dirección, como maestro, de Juan Pedro de Orezqueta y Uribe Salazar. La escuela se ubicó en el piso de arriba de la llamada «Taberna de Montó»n, también conocida como «taberna de María Errekalde», y después, en diciembre de 1886, tras haberse acordado el 21 de noviembre trasladar el ayuntamiento a los locales de la taberna, se llevó al edificio del ayuntamiento al que hasta su derribo en 1969 o 1972 se llamó «escuela vieja».
En la década de 1970 se hace cargo el Ministerio de Educación de la escuela de Yurreta y construye un nuevo edificio bautizado con el nombre de Arzobispo Maiztegui.
Patrimonio cultural
En el patrimonio cultural destaca el folclore. Yurreta es una de la poblaciones vizcaínas donde se conservan las nueve danzas de la ezpata-dantza (baile de la espada) o dantzari-dantza (danza del bailador), a estas hay que añadir las danzas de erreglas o soka-dantza (baile de la cuerda) ejecutadas por hombres y por mujeres. También hay que destacar el conjunto formado por zinta-dantza (baile de la cinta), arkun-dantza (baile del arca) y la estampa bailes originarios de las fiestas del Corpus de Durango y recuperados por el grupo Mikel Deuna Dantza Taldea en 1972. 
Yurreta conserva la administración política tradicional de «cofradías», barrios con una forma propia de administración en la que se divide el territorio de la anteiglesia.
Patrimonio monumental
- Palacio Goikola, edificio de estilo clásico construido sobre otro anterior en el año 1670. El escudo de la fachada ostenta las armas de los Iurreta-Gamboa. Hay una leyenda basada en un relato del cronista Iturriza que basándose en un escrito de Maguncio Pinedo dice que la casa torre de Iurreta, edificio existente antes de la construcción del palacio actual, fue construida por Pascual de Iurreta en el año 899. A la muerte de Teresa de Iurreta, última descendiente del linaje de los Iurreta, el palacio pasa a su hija, Teresa de Atocha Hurtado de Mendoza, que casada con Manuel de Castejón residía en Barcelona en 1745. En 1796 el propietario es Ildefonso María de Castejón. En 1920 los dueños del palacio son nombrados marqueses de Iurreta-Gamboa. En 1984 el ayuntamiento compra el edificio al entonces marqués de Iurreta-Gamboa y lo convierte en casa consistorial.

- La iglesia de San Miguel Árcangel: Conjunto religioso de dos épocas y estilos diferentes; por un lado la torre barroca construida por Joseph Zuaznabar en 1748 y por otro lado el templo construido por Alexo de Miranda e inaugurado en 1815. La torre corresponde al modelo de torre-pórtico vasco construida en arenisca, con tres cuerpos separados por molduras, y sobre ellos el campanario rematado con cúpula y cupulín coronado por una veleta de hierro. El templo es de planta en cruz griega dispuesta sobre un cuadrado, y bordeada, en la parte sur y oeste, por un pórtico.

- Ermita de Andra Mari de Goiuria; esta ermita destaca por la ventana prerrománica de tradición mozárabe, datada en el siglo XI. Está documentada que en el siglo XIX había en ello tres sepulcros con inscripciones latinas.

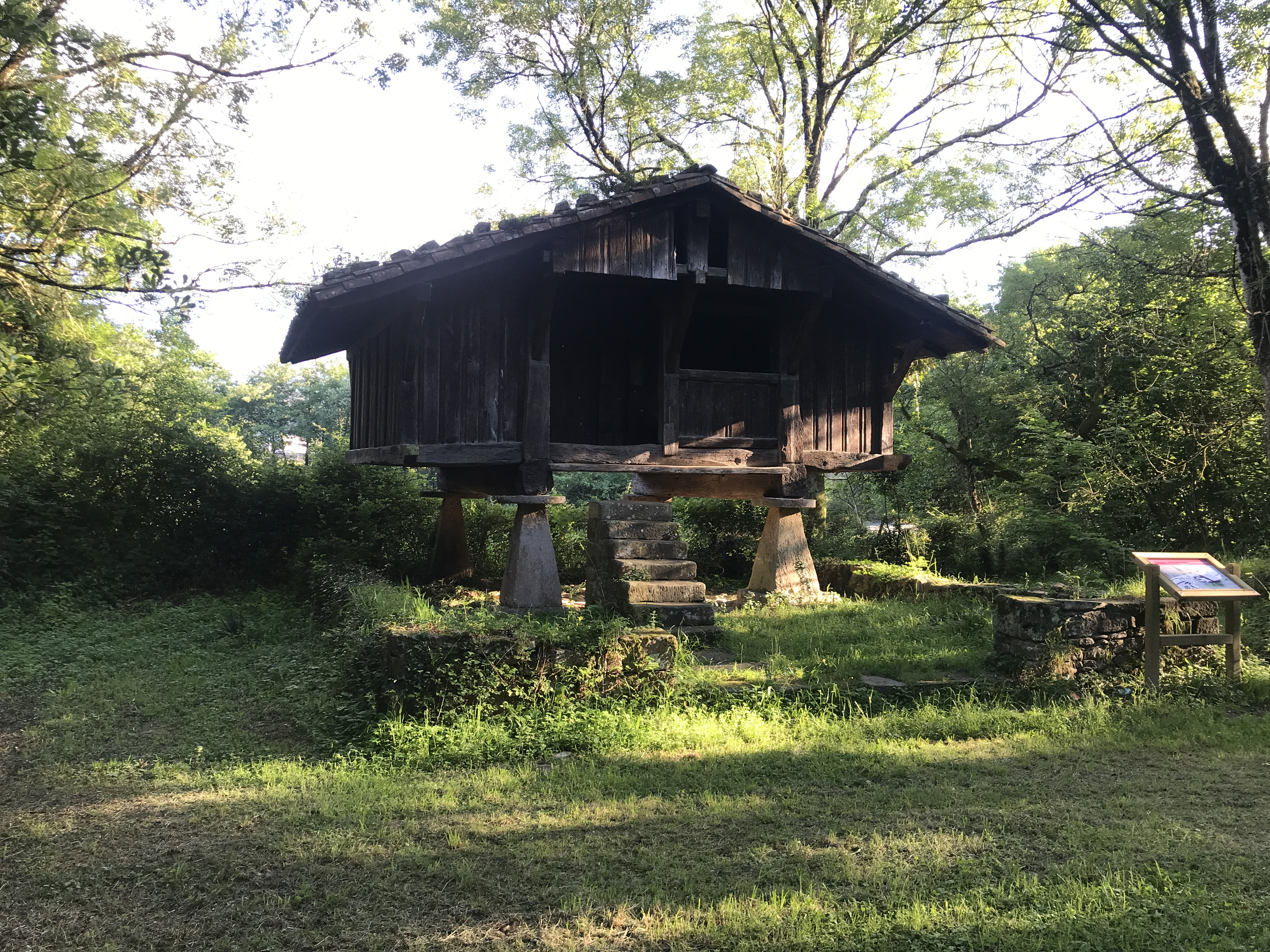
Hórreo de Ertzille

- El hórreo de Ertzille

El hórreo de Ertzille o Ertzilla es, por sus características y estado de conservación, el mejor ejemplo de hórreo vizcaíno que se conserva. Perteneciente al caserío Ertzilla Haundia, con el que conformaba un espacio de trabajo y convivencia al quedar frente a su fachada principal, fue completamente restaurado en 1987, cuando el caserío ya había sido abandonado. Aunque los hórreos han sido elementos habituales en los conjunto agropecuarios del norte de la península ibérica al menos desde la época romana y especialmente durante la Edad Media, las construcciones de este tipo que se conservan en Vizcaya fueron armados a lo largo del siglo XVI, en un periodo de especial prosperidad económica. Tras la llegada del maíz, cuyo almacenamiento se realizaba en los desvanes de los caseríos, lo hórreos fueron perdiendo importancia y cayendo en el olvido. Muchos de ellos se convirtieron en meros almacenes, pagares o leñeras y su planta baja fue cerrada con muros para aprovechar el espacio cubierto.
El hórreo de Ertzille fue construido en el siglo XVI en madera de roble ensamblada sin la utilización de clavos metálicos. A principios del siglo XIX cayó en un proceso de degradación en que perdió los dos pilares delanteros y la compartimentación interior. Fue restaurado en 1987 devolviéndolo a ser original. La estructura de madera se alza sobre cuatro pilares de arenisca coronados con sus correspondientes rodeznos. Sobre ellos descansan dos vigas mayores sobre las cuales se monta la estructura de viguetas sobre las que se tira el suelo, bien encajado y hermético y se levantan la paredes que crean los compartimentos, uno a cada lado y otro central sobre el que se forma por el tejado a dos aguas en teja curva, un pequeño camarote con un voladizo. El acceso se realiza por una escalera de piedra que no tiene contacto con la estructura y da paso a un balconcillo que tiene la función de distribuidor. Cada uno de los compartimentos tiene su propia puerta con cerradura, el central, más amplio, tiene dos grandes trojes al fondo. Los mamparos se realizan mediante tablas de roble machihembradas que alternan piezas planas con romboides. Las columnas están adornadas, como era tradición en la época, con pequeñas tallas de dentículos.
- Caseríos de Yurreta

La anteiglesia de Yurreta tiene una amplia área rural en la que abundan números caseríos construidos sobre los siglos XVII y XVIII, que son ejemplos de la arquitectura popular destacables. Algunos de ellos son Iturriotz en San Polonia, Olabe Mayor en San Fausto, Etxaran en Orozketa, y Uribe Ondo, Ertzille Urruti o Gaztañatzabeitiaen en Santa Marina.
En estas construcciones se aprecia el uso de la madera y la transición a portalones de columna y arco con dovelas de sillería, ejemplo de ello es el Caserío Palacio de San Julián en Santa Apolonia, edificado en 1764, y que posee en su fachada interesantes tallas y pinturas .Muchas fachadas adquieren un aire monumental y adornan sus fachadas con escudos heráldicos como es el caso del caserío Etxaran en Orozketa que ostenta el escudo del linaje Berriz-Gamboa o el caserío Amatza Bekoa, que ostenta las armas que adoptó como suyas Don Juan José Maiztegi, nacido en dicho solar, al ser nombrado en 1933 primer Arzobispo de Panamá.
Junto a los caserías se alzan construcciones destinadas a diferentes usos agrícolas, principalmente hornos, hórreos y arnagas, destaca, por su estado de conservación y sus característica el hórreo de Ertzille.
- Otras piezas de interés

Al lado de la iglesia de San Miguel está la Casa Cural construida en 1739. Junto al río Ibaizabal destaca el conjunto ferrón-harinero de Arandia de los que se conservan en buen estado el puente barroco de cuatro arcos realizado en sillería de arenisca que le daba acceso y la presa, realizada en arenisca con un canal por la margen izquierda. En la carretera N-634, al inicio del llamado Camino de la Costa hay un monumento de 1831, conocido como Arriandi ('piedra grande' en euskera) y que da nombre al barrio), que señala el comienzo del mismo.
Situadas en diferentes zonas del municipio y en especial en los pequeños núcleos rurales que encabezan las cofradías se alzan pequeñas ermitas que daban servicio a las mismas y estaban dedicadas a su patrón o patrona. En la actualidad se mantienen las de Andra María de Goiuria, San Martin de Amatza, San Mamés de Garaizar, Santiago de Orozketa, Santa Marína de Uribe, Santos Antonios de Gastañatza, San Marco de Orobio, Santa Apolonia de Arandia, San Sebastián y San Fausto de Bakixa y San Andrés de Lazkoitia. En las inmediaciones de algunas de estos pequeños templos se han han hallado estelas sepulcrales del siglo XI.

### Fiestas
Yurreta celebra sus fiestas en honor de San Miguel Arcángel, su patrón.
- San Miguel Arcángel: día 29 de septiembre. Hay fiesta con deporte rural, bailes y verbenas. Destaca el baile popular Dantzari dantza, o Jantzari-jantza, como es conocido en el pueblo.

Todas las cofradías tienen sus fiestas propias, así como todas la ermitas. Estas fiestas son netamente populares.
- Ermita de San Sebastián y San Fausto de Baxika, San Sebastián el 20 de enero.
- Ermita de Santa Apolonia, también conocida como San Julián de Arandia, San Polonia 9 de febrero.
- Ermita de San Marcos de Orobio, San Marcos el 25 de abril.
- Ermita de Andra Mari de Goiuria. Santa Cruz el 3 de mayo.
- Ermita de San Martín de Amatza, San Martín de Tours el 4 de julio (antes se celebraba el 11 de noviembre).
- Ermita de San Andrés de Lazkoitia, Santa Isabel el 8 de julio.
- Ermita de los Santos Antonios de Gaztañatza o de Azkorra, San Cristóbal el 10 de julio.
- Ermita de Santa Marina de Uribe. Santa Marina de Uribe el 18 de julio.
- Ermita de Santiago de Orozketa. Santiago 25 de julio.
- Ermita de San Mamés de Garaizar. San Mamés el 17 de agosto.

### Asociaciones
- C.T.L.E. Aurrera Begira. El Club de Tiempo Libre Educativo Aurrera Begira inició su andadura el año 1986 y cesó sus actividades el año 1997. Aunque su objetivo primordial consistió en trabajar de manera continuada con niños y niñas y jóvenes durante todo el año, la actividad estelar era el campamento de verano que compaginaba actividades de ocio y naturaleza.
- Emoixu Asociación de Donantes de Sangre. Inició su actividad en diciembre del año 1989 con la autorización de la Hermandad de Donantes del Hospital de Basurto.
- Anderebide Emakumeen Elkartea es la asociación de mujeres del municipio de Iurreta.
- Olaburu Pilota Taldea Club de pelota vasca mixto creado en 2004 Coge el nombre del frontón Olaburu, en el cual llevan a cabo sus actividades habiendo impulsado la pelota en Iurreta, ampliando asimismo la oferta deportiva del pueblo.